# Gulfstream Aerospace
Pour les articles homonymes, voir Gulfstream.
Gulfstream Aerospace Corporation est un constructeur américain d’avions privés. Gulfstream Aerospace Corporation fait partie du groupe General Dynamics depuis 2001.
La principale usine de Gulfstream Aerospace est située à Savannah en Géorgie aux États-Unis. D'autres usines sont dispersées au travers des États-Unis comme à Appleton (Wisconsin), Brunswick (Géorgie), Dallas (Texas), Las Vegas (Nevada), Long Beach (Californie), Minneapolis (Minnesota), Washington DC (District de Columbia), Westfield (Massachusetts), et West Palm Beach (Floride). Gulfstream possède deux usines en dehors des États-Unis, l'une à Luton en Angleterre, l'autre à Mexicali, au Mexique.
Parmi les unités de production de Gulfstream, plusieurs sont en partenariat avec GDAS (General Dynamics Aviation Services). Ces sites sont : Dallas, Las Vegas, Minneapolis, Westfield et West Palm Beach.

## Historique
La marque Gulfstream est apparue en 1957 lorsque le bureau d'études de la firme Grumman finalisa la conception du Gulfstream I, première production de l'entreprise destiné spécifiquement au marché civil. Cet avion d'affaires turbopropulsé effectua son premier vol le 14 août 1958 et connut un réel succès, incitant Grumman à développer une version équipée de turboréacteurs, le Gulfstream II.
En 1967, Grumman décida de séparer ses productions civiles et militaires. La production et les essais en vol du Gulfstream II, soit une centaine de personnes, furent donc transférés à un terrain attenant l'aéroport international de Savannah/Hilton Head, en Géorgie. Fin 1968 le site de Savannah employait plus de 1 000 personnes. 200 Gulfstream I sortirent d'usine jusqu'en 1969 et le 256e et dernier Gulfstream II fut livré en 1977.
En 1978, Grumman se sépara de la gamme Gulfstream, cédant à American Jet Industries, dirigée par Allen Paulson, l'usine de Savannah, mais aussi la gamme d'avions légers Grumman American (en). L'ensemble fut rebaptisé Gulfstream American et sous l'impulsion d'Allen Paulson fut lancé le programme Gulfstream III. Le rachat de la gamme Aero Commander à Rockwell compléta l'offre globale de Gulfstream, qui cessa la production d'avions équipés de moteurs à pistons en 1979 et devint Gulfstream Aerospace en 1982. Elle employait alors 2 500 personnes à Savannah.
En 1985 Chrysler, alors en plein effort de diversification, prit le contrôle de Gulfstream Aerospace, mais en 1989 Allen Paulson, associé à Forstmann Little & Co., parvint à racheter l'entreprise pour 825 millions de dollars. Le Gulfstream V fit son apparition en 1995 et deux ans plus tard le Gulfstream IV-SP le rejoignait sur les chaines.
Les avions de la gamme sont également connus sous les désignations de C-20 et C-37 portées dans l'US Air Force et les principales composantes militaires américaines.
En 1999 General Dynamics a racheté Gulfstream Aerospace à Forstmann Little & Co. et en 2001 Galaxy Aerospace au groupe Israel Aircraft Industries (IAI). Alors que la production des G150 et G280 reste implantée en Israël, Gulfstream a annoncé l'agrandissement de son usine de Savannah, où elle projette la création de 1 100 emplois d'ici 2013.
Gulfstream est aujourd'hui le plus gros industriel de Savannah. Il finance et contribue à certains projets de l'antenne du Georgia Institute of Technology à Savannah, le Savannah Technical College (en) et du Savannah College of Art and Design.
Le 15 août 2024, Gulfstream a annoncé que le G400 a réussi son vol inaugural. Ce jet, certifié en 2025, a atteint Mach 0,85 et 41 000 pieds. Avec un prix de 34,5 millions, il complète la gamme haut de gamme.

## Production

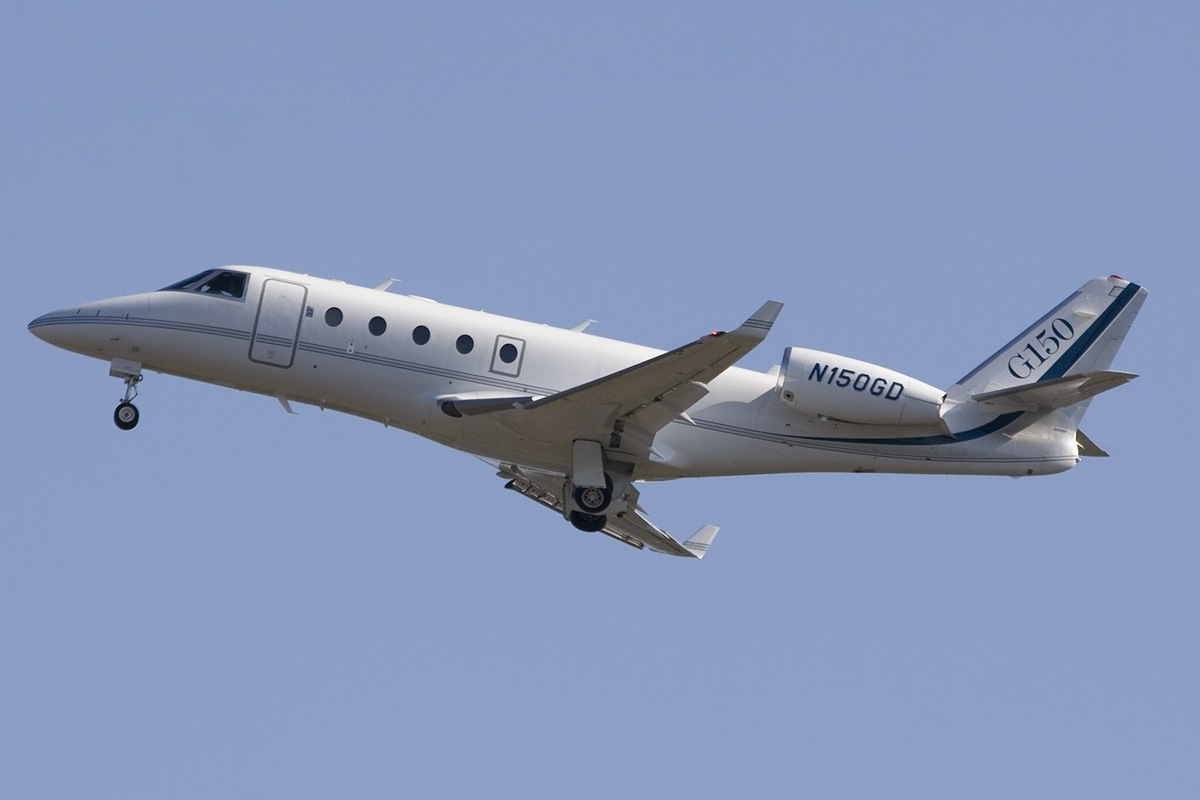
Gulfstream G150

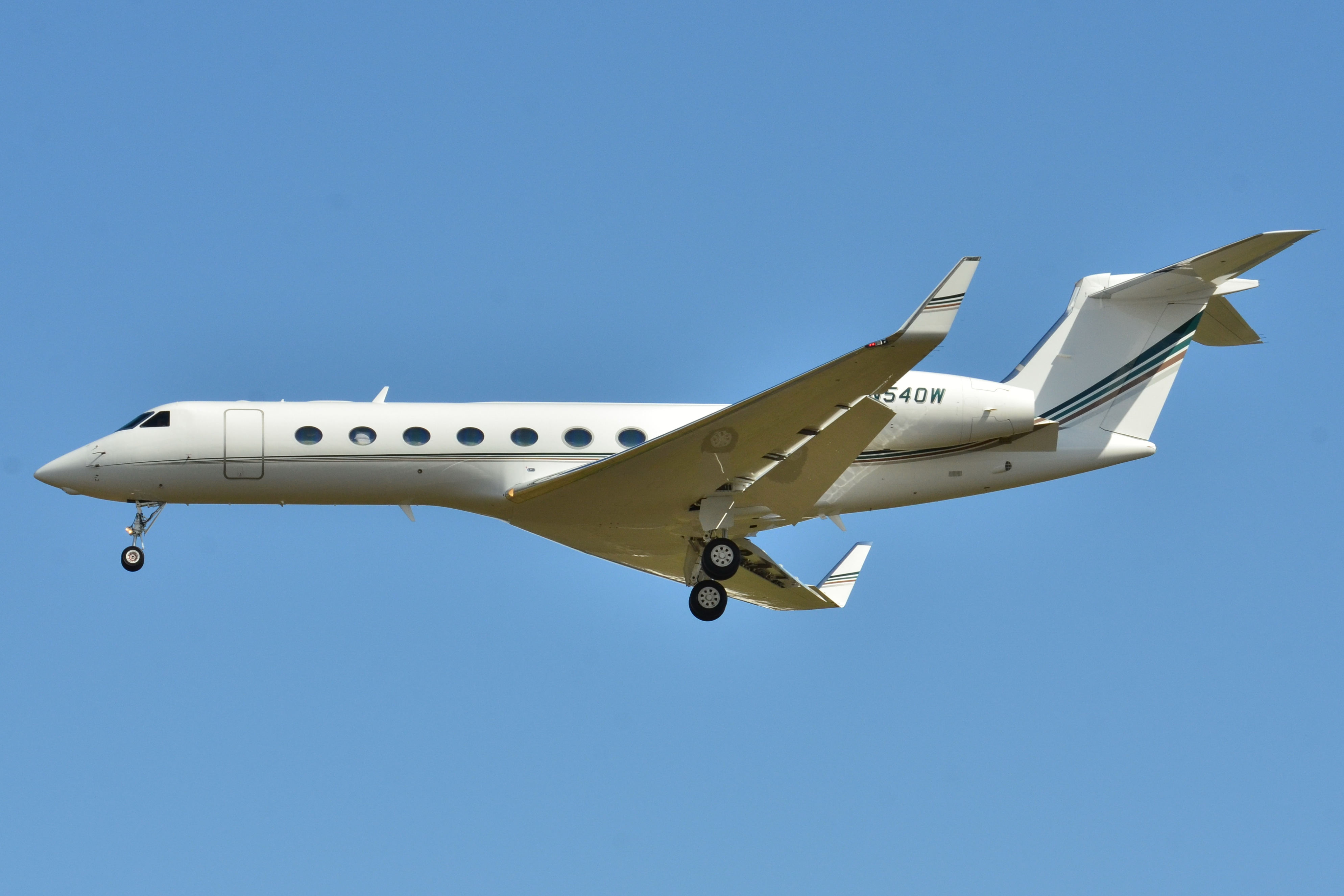
Gulfstream G550

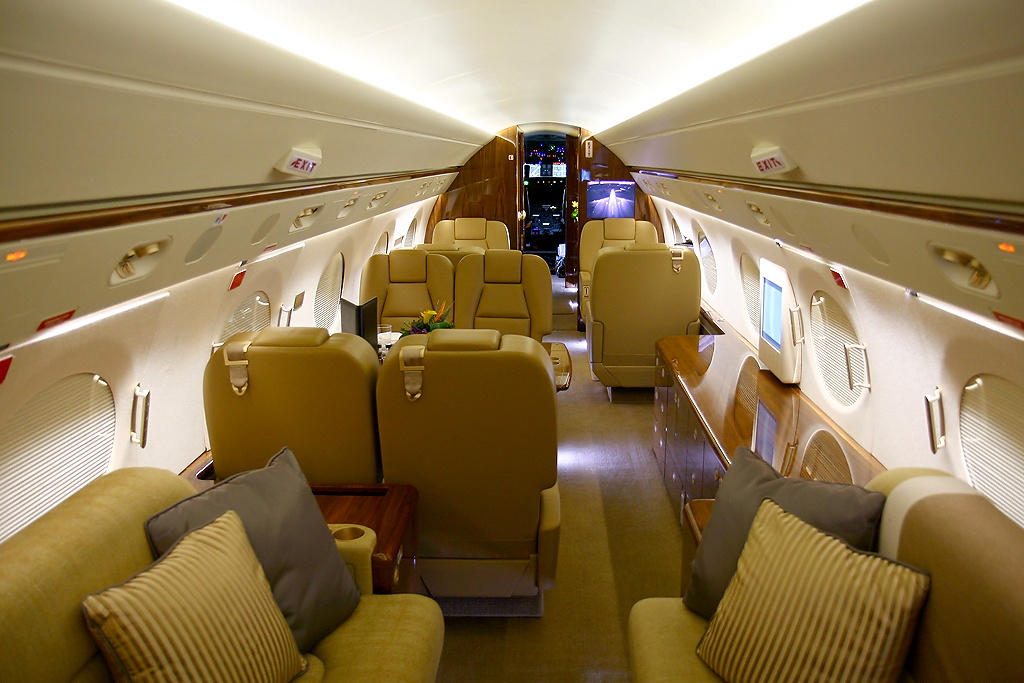
Aménagement intérieur d'un Gulfstream G550

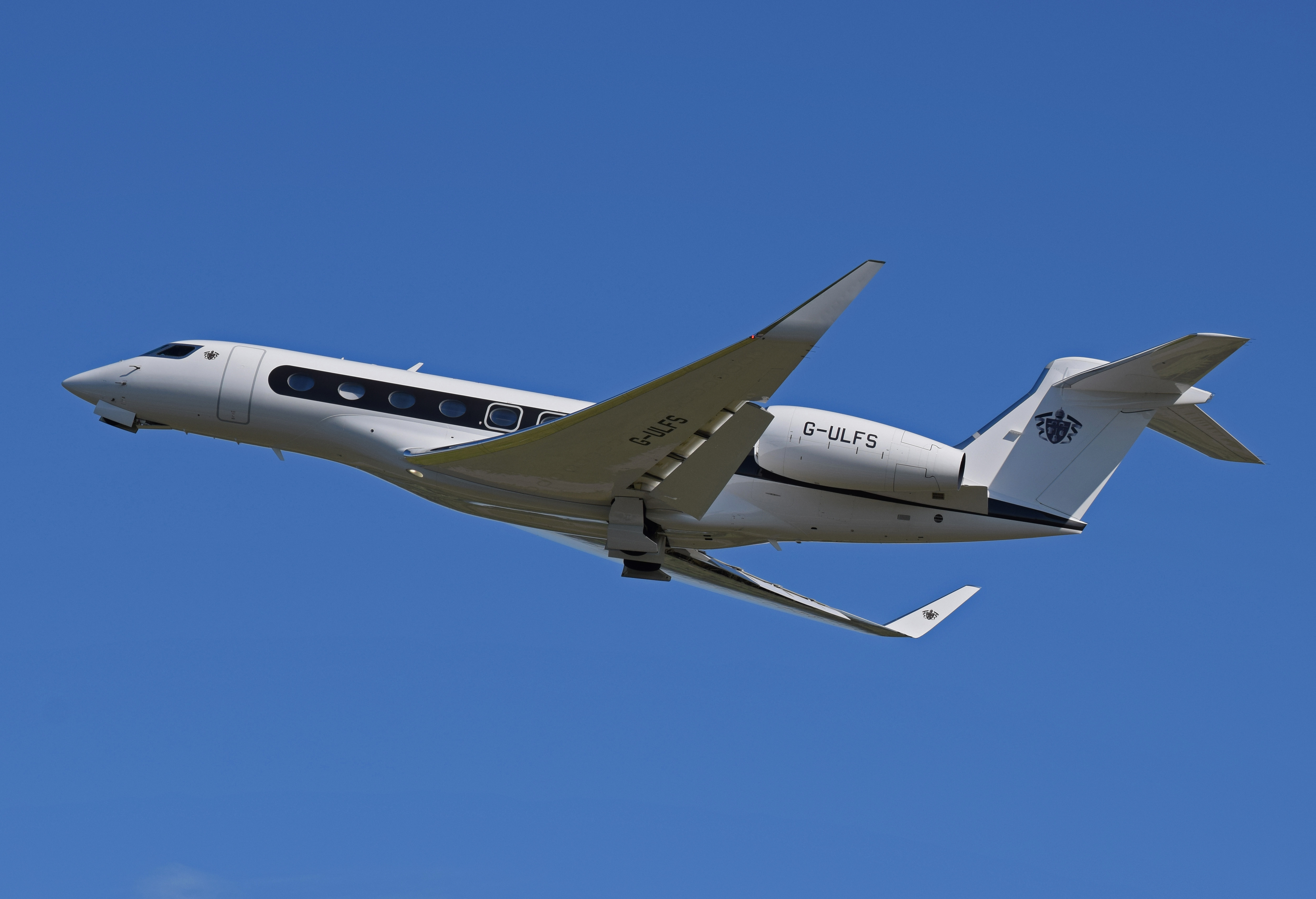
Gulfstream G650

Le développement et la production sont basés sur deux grandes familles d'avions qui partagent les mêmes bases. Ils sont produits à Savannah en Géorgie:
- G400/G500/G600
- G700/G800.

Le G280 est quant à lui toujours produit en Israël.

### Modèles commercialisés en 2025
- Gulfstream G280
- Gulfstream G500 (2014)
- Gulfstream G600
- Gulfstream G700
- Gulfstream G800

### Modèles en développement
- Gulfstream G400 (2021)

### Production passée
- Gulfstream I
- Gulfstream II
- Gulfstream III
- Gulfstream IV
- Gulfstream V
- Gulfstream G100
- Gulfstream G150
- Gulfstream G200
- Gulfstream G300
- Gulfstream G350
- Gulfstream G400 (2003) (modèle dérivé du G-IV-SP)
- Gulfstream G450
- Gulfstream G500 (2002) (modèle dérivé du G-V)
- Gulfstream G550
- Gulfstream G650
- Gulfstream G650ER
- Gulfstream Aerospace Jetprop, Gulfstream Aerospace Turbo Commander
- Gulfstream American AA-1C Lynx, Gulfstream American T-Cat
- Gulfstream American AA-5A Cheetah, Gulfstream American AA-5B Tiger